# Odžak
Odžak è un comune della Federazione di Bosnia ed Erzegovina situato nel Cantone della Posavina con 21.289 abitanti al censimento 2013. 
È situato lungo il corso della Sava al confine con la Croazia e il nuovo Ponte di Svilaj permette di superare il fiume. Il centro abitato è lambito a sud dal 45º parallelo, la linea equidistante fra il Polo nord e l'Equatore. 

## Società

### Evoluzione demografica
Al censimento del 1991 il comune aveva 30 056 abitanti così divisi dal punto di vista etnico: